# International Plastic Modellers' Society
Міжнародне Товариство Моделістів з Пластику (англ. International Plastic Modellers' Society, скор.: IPMS) — міжнародна організація людей, що мають за хобі збирання масштабних моделей з пластику. Організація має у своїй структурі національні філії, які у своєму складі можуть мати локальні клуби, що представляють міста або локальні спільноти. Першу філію (IPMS UK [Архівовано 13 червня 2018 у Wayback Machine.]) було засновано у 1963 році у Сполученому Королівстві.
Локальні організації/клуби, як правило, організують регулярні зустрічі (типово — один раз на місяць) заради спілкування членів, демонстрації членами організацій/клубів останніх моделей що були ними зібрані, для дискусій навколо спільного хобі, та заради роботи над спільними проектами. Багато з них організують свої власні щорічні виставки та запрошують до участі інші товариські клуби спільно з торговцями, утворюючи разом щільний та жвавий календар подій протягом усього року. Сполучене Королівство має найбільш розвинену мережу клубів з організацією, що віртуально охоплює всю країну. В інших країнах, місцеві клуби також можуть водночас виконувати роль національних філій, а також представляти окремий регіон. Як приклад, IPMS Argentina [Архівовано 15 червня 2019 у Wayback Machine.], що представляє регіон Mar del Plata.
Національні філії також організують свої власні виставки. Вони типово класифікуються як 'Національні'. Найбільша з них є ModelWorld [Архівовано 13 червня 2018 у Wayback Machine.], що проводиться IPMS UK [Архівовано 13 червня 2018 у Wayback Machine.] у місті Телфорд щорічно у Листопаді. У цій виставці беруть участь не тільки локальні британські клуби, а й представники філій та клубів з закордону.
На додаток до філій та клубів, у структурі організації існують Спеціальні Групи за Інтересами (Special Interest Groups - SIG), які фокусуються на окремому направленні, масштабі, прототипі моделі, часовому проміжку, виробникові моделей, або специфічній тематиці (наприклад: літаки, масштаб 1:48, модель багатоцільового реактивного літака Торнадо, час Холодної Війни, виробник моделей Эйрфікс [Архівовано 11 серпня 2020 у Wayback Machine.], або жанр фантастика чи фентезі). SIG-групи часто виходять за межі клубу або філії, роблячи можливим спілкування моделістів з усього світу навколо спільного інтересу. Як результат, більшість SIG-груп не організовують регулярних зустрічей як клуби, але замість цього, спільнота у ціх групах більш спільнується онлайн.

## Рух IPMS в Україні
Популярізацію руху IPMS в Україні була розпочато у 2012 році. На той час, представники оргкомитету щорічної выставки-конкурсу зі стендового моделювання у Львів "Lviv Scale Models Fest" заснували національну організацію IPMS Ukraine, що була визнана IPMS UK.
У 2018 році ініціативною групою активістів-моделістів з метою поширення міжнародного руху IPMS у місті Бориспіль, та у Київській області було засновано регіональну організацію IPMS Boryspil (UA). За рік існування організація взяла участь у низці заходів модельного спрямування на території України та за її межами.
У травні 2019 року (25-26.05.2019), IPMS Boryspil (UA) провела у Києві міжнародну виставку-конкурс зі стендового моделювання "Kyiv Scale Modellers Battle - 2019" (KSMB-2019 [Архівовано 9 серпня 2020 у Wayback Machine.]), у якій взяли участь більше ніж 200 учасників-конкурсантів з 9 країн світу (Україна, Словаччина, Польща, Німеччина, Канада, Ізраіль, Росія, Азербайджан та Білорусь). На заході були представлені такі відомі міжнародні організації, як IPMS Swidnica [Архівовано 19 січня 2022 у Wayback Machine.], IPMS Silesia, I.P.M.S. Deutschland [Архівовано 6 вересня 2019 у Wayback Machine.], IPMS Canada, IPMS Toronto.
KSMB-2019 мала багато позитивних відгуків від учасників та відвідувачів, тож IPMS Boryspil (UA) планує проводити її щорічно.
Базуючись на досягненнях IPMS Boryspil (UA) та планах цієї організації щодо розвитку руху IPMS в Україні, директорат IPMS UK ухвалив рішення по видачу IPMS National Body Charter документа (17.08.2019), що закріплює за IPMS Boryspil (UA) статус національної організації, та надає право офіційно представляти Україну під егідою IPMS на міжнародних заходах.